# Berberis

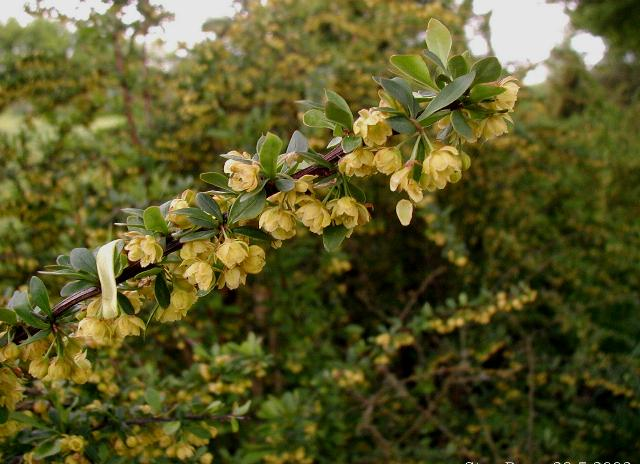
Rama en flor de Berberis thunbergii.

Berberis es un género que incluye alrededor de 500 especies de arbustos perennes y de hoja caduca con alturas que van de 1 a 5 metros, comúnmente conocidos como agracejos. Son especies nativas de climas templados y subtropicales en Europa, Asia, África, Norteamérica y Sudamérica. Están íntimamente relacionadas con el género Mahonia, incluido dentro del Berberis por algunos botánicos.

## Descripción
El género se caracteriza por su formación dimórfica, con largos tallos que forman la estructura de la planta, y tallos cortos de 1 a 2 mm de longitud. Las hojas que se encuentran en los tallos largos no tienen función de fotosíntesis y han evolucionado en espinas triples de 3 a 30 mm. El brote en la axila de cada espina desarrolla luego un tallo corto con varias hojas normales funcionales a la fotosíntesis. Estas hojas tienen de 1 a 10 cm de longitud y son simples, pudiendo presentar bordes espinosos. Sólo en los brotes jóvenes crecen hojas en los tallos largos, y el follaje característico se desarrolla en plantas de uno a dos años de edad.
Las especies caducas como Berberis thunbergii y B. vulgaris son notables por la coloración que muestran en otoño. Las hojas adquieren un color rosa o rojo antes de caer. En algunas especies perennes de China, como B. candidula o B. verruculosa, las hojas presentan un reverso blanco brillante, haciéndolas particularmente atractivas.

### Flores

Iranian berberis

Las flores brotan simples o en racimo, en este último caso hasta veinte en un mismo tallo. Son de color amarillo o naranja, de 3 a 6 mm de longitud, con seis sépalos y seis pétalos en grupos alternos de tres. Los sépalos están habitualmente coloreados igual que los pétalos. El fruto es una pequeña baya de 5 a 15 mm de largo, que al madurar toman un color rojo o azul oscuro, a menudo con un botón rosa o violeta. La forma puede ser, según la especie, esférica o alargada.

### Frutos
Las bayas son comestibles, ricas en vitamina C, y de sabor ácido. Es difícil recolectarlas por los tallos espinosos. Son un alimento importante para muchas pequeñas aves, que ayudan además a dispersar las semillas. En Irán el fruto seco, conocido en idioma persa como zereshk, es de consumo común. En Ucrania se usa como aromatizante en una confitura muy popular. En la Patagonia y otras regiones de América del Sur algunas especies de Berberis conocidas como calafate o michay eran conocidas y consumidas ya por los pueblos indígenas.
Las especies del género sirven como alimento para algunas larvas de lepidópteros.

### Planta ornamental
Muchas se cultivan en los jardines como especie ornamental, y también sirven como cercos vivos, impenetrables por su denso follaje y sus agudas espinas.

## Berberis en el mundo

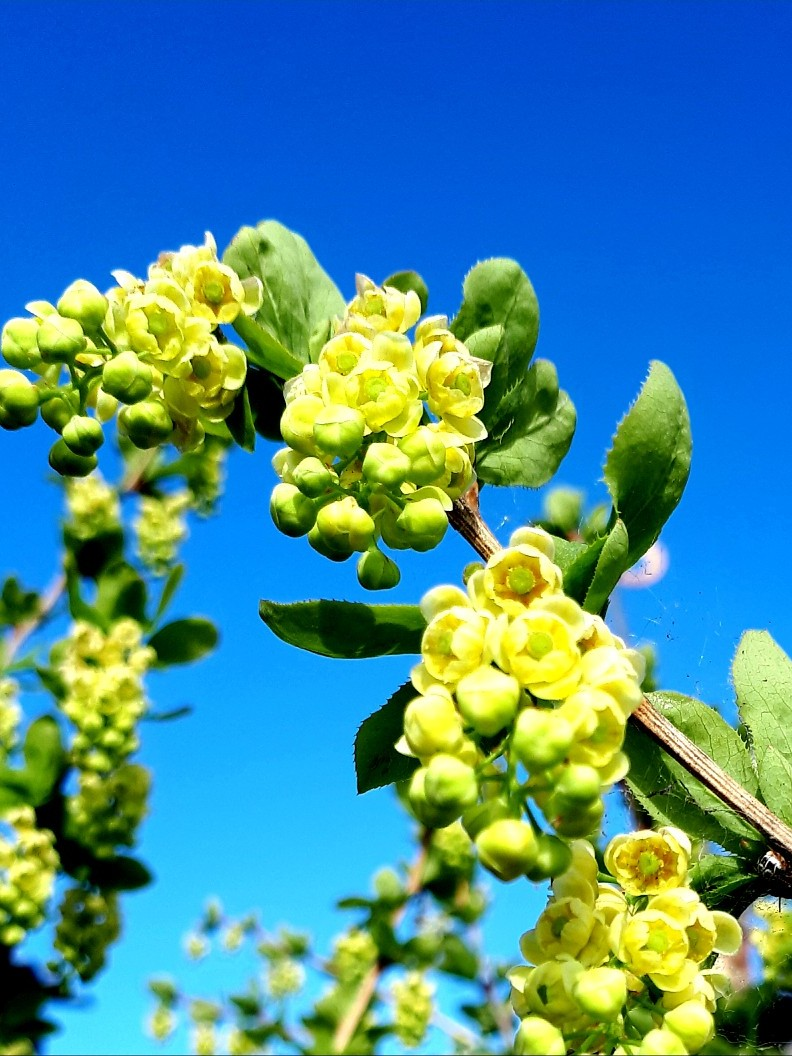
Flor de Berberis en Siberia Oriental

Calafate (Berberis microphylla) y michay (Berberis darwinii) son dos especies patagónicas usuales en Argentina y Chile. Sus frutos color púrpura se utilizan para mermeladas e infusiones, y son plantas simbólicas de la región. La superstición dice que quien come una baya de calafate tiene la certeza de volver a la Patagonia.
En Europa el agracejo (Berberis vulgaris) es consumida cocida o en preparaciones, sin embargo esta especie sirve como morada y vector del hongo Puccinia graminis, una seria enfermedad de las plantas, por lo que en muchas regiones se prohíbe su cultivo.
Algunas Berberis se han vuelto invasoras cuando se plantan fuera de sus hábitats nativos. Esto incluye a B. glaucocarpa en Nueva Zelandia, cuya venta y cultivo están actualmente prohibidos, y B. thunbergii en algunas áreas de Norteamérica.
Los países en el que se utilizan hoy en día los frutos de estas especies con más frecuencia son Irán, y en Sudamérica Chile y Argentina.

## Taxonomía

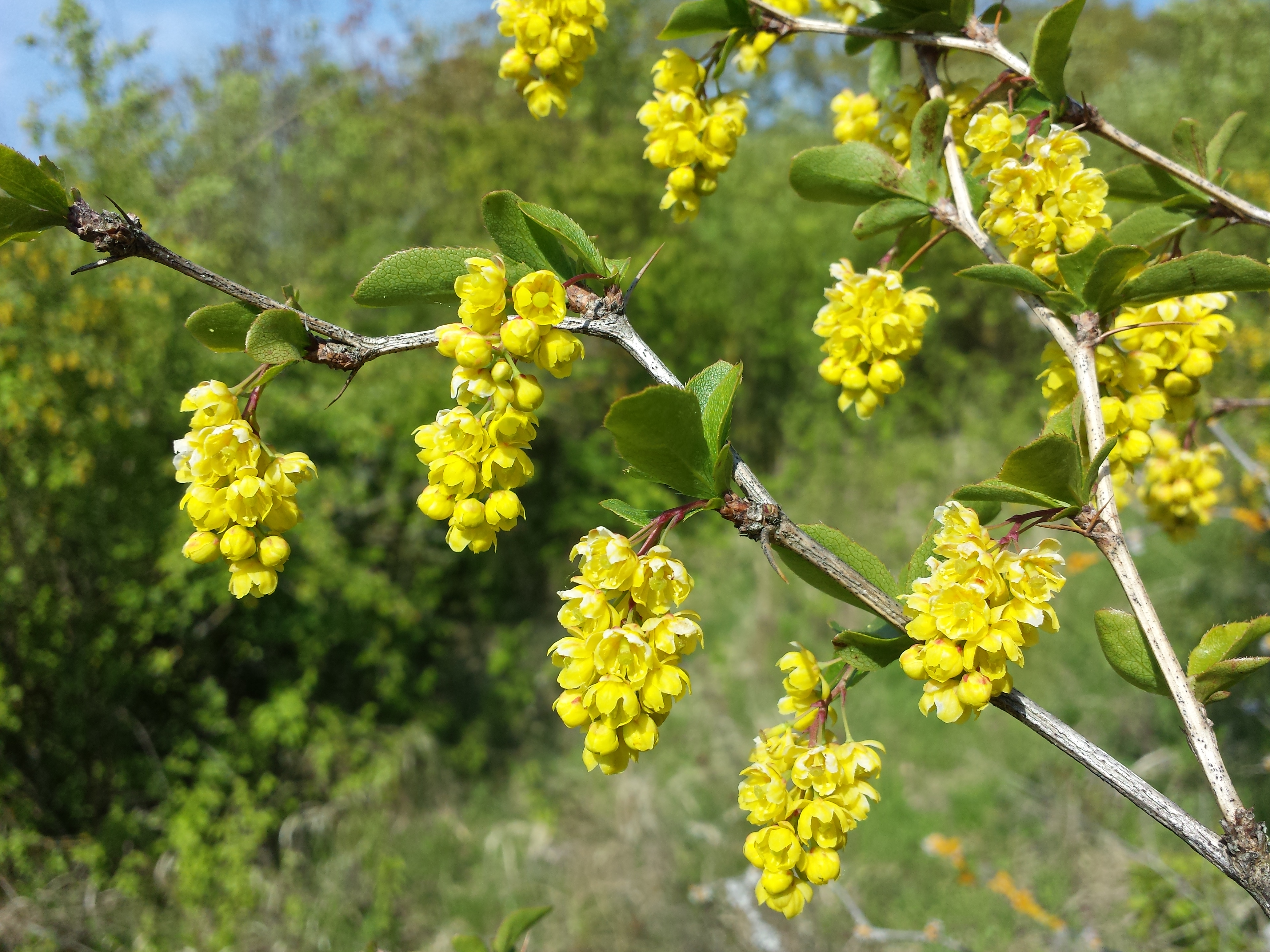
Berberis vulgaris. Sitio: pradera al norte de Oberthern, Lower Austria

El género fue descrito por Carlos Linneo y publicado en Species Plantarum 1: 330–331. 1753. La especie tipo es:  Berberis vulgaris L. -
Etimología
Berberis: nombre genérico que proviene de la forma latínizada del nombre árabe de la fruta.

## Algunas especies
- Berberis aetnensis
- Berberis aggregata
- Berberis agricola
- Berberis amoena
- Berberis amplectens
- Berberis angulosa
- Berberis approximata
- Berberis aquifolium
- Berberis bealei
- Berberis beauverdiana
- Berberis brachypoda Maxim.
- Berberis brachystachys
- Berberis buchananii
- Berberis calliantha
- Berberis campylotropa
- Berberis canadensis Mill.
- Berberis chrysosphaera
- Berberis concinna
- Berberis darwinii Hook.
- Berberis dictyophylla
- Berberis dictyota
- Berberis dryandriphylla
- Berberis elliotii
- Berberis erythrocloda
- Berberis everestiana
- Berberis fendleri Gray
- Berberis franchetiana
- Berberis francisci-ferdinandi
- Berberis fremontii
- Berberis gacschkeana
- Berberis gagnepainii C.K.Schneid.
- Berberis gilungensis
- Berberis griffithiana
- Berberis gyalaica
- Berberis haematocarpa
- Berberis harrisoniana Kearney et Peebles
- Berberis hemsleyana
- Berberis hobsonii
- Berberis humido-umbrosa
- Berberis hypericifolia
- Berberis ignorata
- Berberis incrassata
- Berberis jamesiana
- Berberis johannis
- Berberis julianae C.K.Schneid. - Agracejo ornamental, agracejo rojo, agracejo púrpura
- Berberis karkaralensis
- Berberis kartanica
- Berberis kongboensis
- Berberis koreana
- Berberis latifolia Ruiz & Pav. - Palo amarillo del Perú
- Berberis leptopoda
- Berberis linearifolia
- Berberis longispina
- Berberis ludlowii
- Berberis lutea Ruiz & Pav. - Carhuascasa del Perú, palo amarillo del Perú
- Berberis microphylla G.Forst. - Calafate de Chile
- Berberis minutiflora
- Berberis multicaulis
- Berberis multiserrata
- Berberis negeriana
- Berberis nervosa
- Berberis nullinervis
- Berberis obovatifolia
- Berberis ×ottawensis Schneid.
- Berberis parapruinosa
- Berberis piperiana
- Berberis platyphylla
- Berberis polyantha
- Berberis pruinosa
- Berberis pulangensis
- Berberis pumila
- Berberis racemulosa
- Berberis repens
- Berberis sabulicola
- Berberis sherriffii
- Berberis sikkimensis
- Berberis x stenophylla Lindl.
- Berberis stiebritziana
- Berberis swaseyi
- Berberis taronensis
- Berberis taylorii
- Berberis temolaica
- Berberis thunbergii
- Berberis trichiata
- Berberis trifoliolata
- Berberis trigona
- Berberis tsangpoensis
- Berberis tsarica
- Berberis tsarongensis
- Berberis ulicina
- Berberis umbratica
- Berberis valdiviana
- Berberis vernae
- Berberis vinifera
- Berberis virescens
- Berberis vulgaris L. -
- Berberis wilcoxii Kearney
- Berberis wilsoniae Hemsl.
- Berberis xanthophlaea
- Berberis zayulana